# シェイ・レイシー
シェイ・レイシー（Shea Lacey, 2007年4月14日 - ）は、イングランドのマージーサイド州リヴァプール出身のサッカー選手。マンチェスター・ユナイテッドFCのユースアカデミー所属。ポジションはフォワードまたはミッドフィールダー。

## 経歴

### 生い立ち
リヴァプールで生まれ育つ。二人の兄パディとルイス、姉のローレン、甥のザックは全員サッカー選手。3歳からサッカーを始め、ボクシングにも関心を持っていた。
兄弟たちは地元のリヴァプールFCのファンとして育ったが、自身はマンチェスター・ユナイテッドFCのファンであった。

### マンチェスター・ユナイテッドFC
兄のパディがリヴァプールFCのユースアカデミーに加入した後、もう一人の兄ルイスと共にマンチェスター・ユナイテッドFCのユースアカデミーに加入した。
加入後すぐに頭角を現し、15歳の段階でU-18チームでプレーした。
2023年、フェイエノールトとの親善試合にてU-21チームの試合に初出場した。

## 代表歴
2023年9月6日にU-17イングランド代表に初選出された。

## プレースタイル
左利きのフォワードまたはミッドフィールダーで、フリーキックの精度が高い。